# Ujsoły
 Ujsoły ist ein Dorf im Powiat Żywiecki der Woiwodschaft Schlesien in Polen. Es ist Sitz der gleichnamigen Landgemeinde mit 4406 Einwohnern (Stand 31. Dezember 2020).

## Geographie

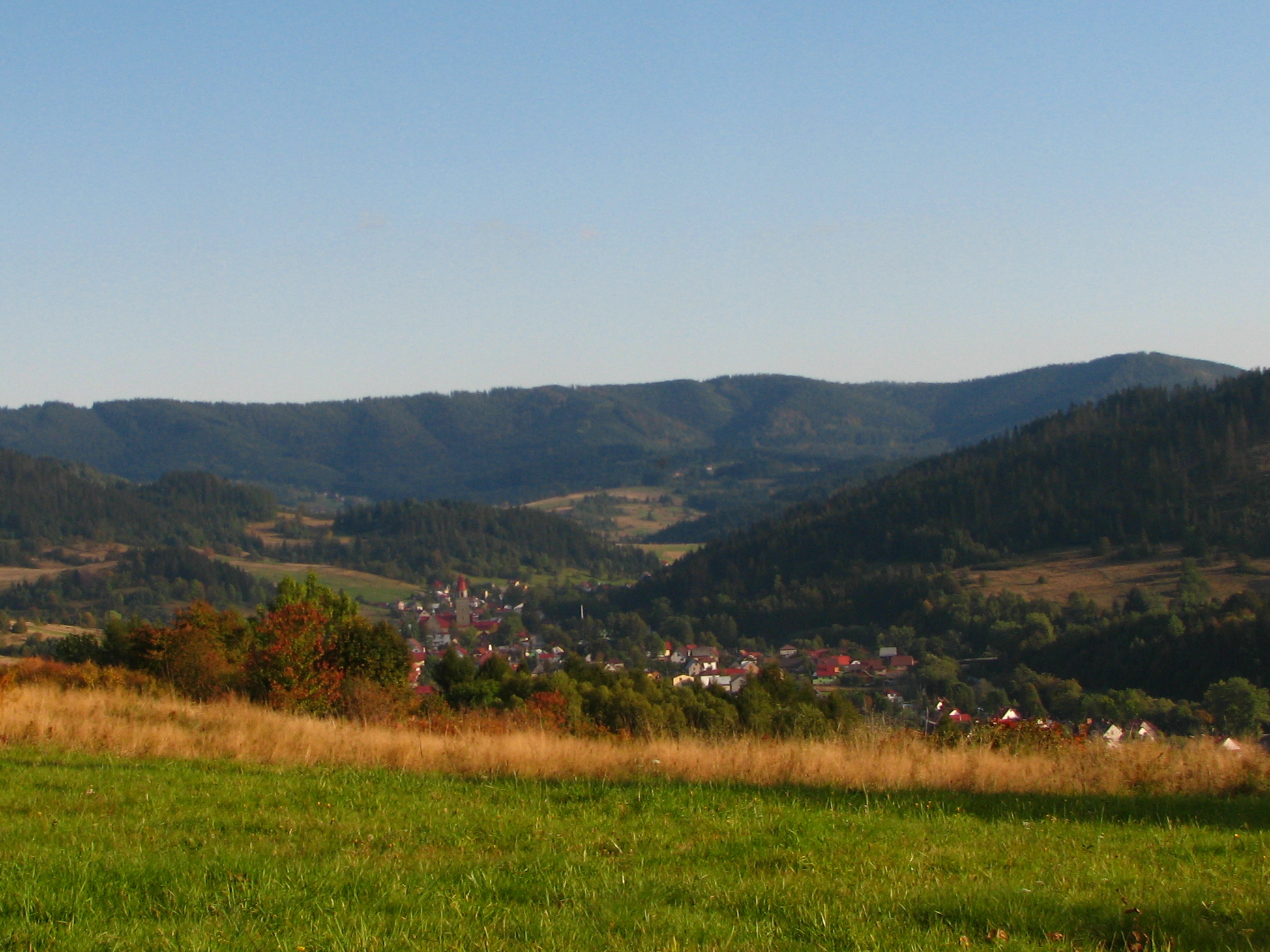
Ujsoły

Ujsoły liegt in den Saybuscher Beskiden, einem Gebirge in den Äußeren Westkarpaten, südlich der Stadt Żywiec, im südlichen Teil des Landkreises, an der Grenze zur Slowakei. Die Ortschaft liegt im Tal des Ujsoła auch Biała Soła genannt, zwischen den Bergmassiven von Wilczy Groń im Norden, Kotelnica im Osten und Urówka im Westen. Ortsteile: Danielka, Głąbokie, Hutyrów, Stawiska, Świniarka, Tanistry.

## Geschichte
Um das Jahr 1600 wurden Siedlungen im heutigen Ujsoły schriftlich erwähnt. 1940 wurden im Rahmen der Saybusch-Aktion mehrere polnische Familien vertrieben.
Durch die Gemeinde verläuft ein historischer Handelsweg nach Wien.

## Gemeinde
Zur Landgemeinde (gmina wiejska) Ujsoły gehören das Dorf selbst und drei weitere Dörfer mit Schulzenämtern (sołectwa). Das Gemeindegebiet grenzt an die Slowakei.